# Роллер, Генрих
Христиан Генрих Роллер (нем. Christian Heinrich Roller; 10 марта 1839, Берлин — 6 сентября 1916, там же) — немецкий стенограф, изобретатель, автор учебника по стенографии.

## Биография
Генрих Роллер родился 10 марта 1839 года в городе Берлине.

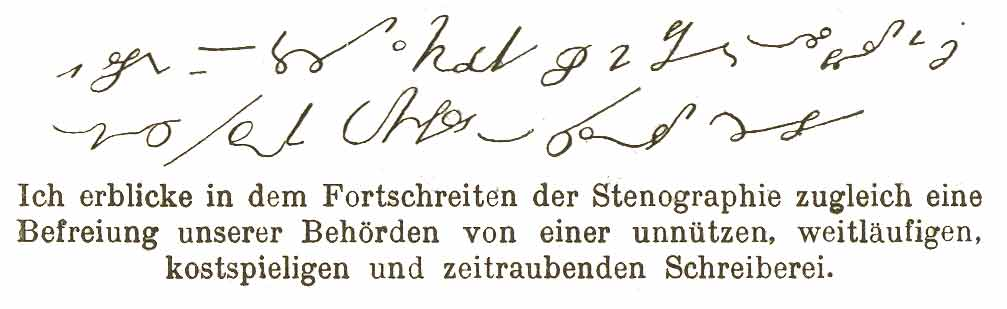
Образец системы стенографии Роллера

В 1875 году выступил с новой системой стенографии, особенно упрощающей вокализацию; эта система получила название Роллеровской; она излагает более ясно и последовательно идеи Арендса. В Германии около 250 ферейнов (с 3900 членами), придерживающихся этой системы; они образуют всеобщий союз Роллеровских стенографов. Система Роллера переведена на английский, французский, итальянский, русский и др. языки.
Учебник стенографии Роллера выдержал 42 издания (последнее — Лейпциг, 1895).
Генрих Роллер умер 6 сентября 1916 года в родном городе.